# El nou malson
El nou malson (títol original: New Nightmare) és una pel·lícula estatunidenca de terror adirigida per Wes Craven el 1994 i és el 7è lliurament de la sèrie dels Freddy.
El film signa el retrobament entre Wes Craven i la seva creació, havia participat en l'elaboració del tercer film de la sèrie (Les Urpes del malson), però ara torna com a director. Desenvolupant-se als estudis de Hollywood, El nou malson es diferencia de la resta de la sèrie que té lloc a Elm Street. Ha estat doblada al català.

## Argument
El mateix Wes Craven es disposa a rodar un nou Freddy, demana per això a Heather Langenkamp (Nancy als films 1 & 3), John Saxon (El pare de Nancy als films 1 & 3) i Robert Englund (Freddy Krueger) de reenganxar-se, Heather vacil·la, de tant com ha estat assetjada al telèfon pel que creu és un fan desequilibrat, però signes estranys, la mort del seu amic i el comportament del seu fill li fan comprendre que Freddy ha estrenada del film i ella ha d'aturar-lo.

## Repartiment
- Heather Langenkamp: ella mateixa / Nancy Thompson
- Robert Englund: Freddy Krueger / ell mateix
- Miko Hughes: Dylan Portar
- Wes Craven: ell mateix
- John Saxon: ell mateix / Tinent Donald Thompson
- Robert Shaye: ell mateix
- Sara Risher: ella mateixa
- Marianne Maddalena: ella mateixa
- David Newsom: Chase Porter
- Jeff Davis: ell mateix (doble de Freddy)
- Tracy Middendorf: Julie
- Cully Fredricksen: Conductor de Limo
- Matt Winston: Charles 'Chuck' Wilson
- Bodhi Elfman: TV Productora P.A.
- Fran Bennett: Dr. Christine Heffner

## Al voltant de la pel·lícula
- Es pot veure Wes Craven que fa el paper de director al començament del film. Després, fa el seu propi paper a tota la cinta.
- La infermera qui s'ocupa de Dylan quan és a l'hospital és interpretada per la mateixa actriu que la professora de Nancy al primer film de la sèrie.[3]
- És el primer film dins un film que Wes Craven realitzarà abans de Scream 2, Scream 3 i Scream 4
- Premis 1994: Premis Independent Spirit: Nominada a Millor pel·lícula

## Pel·lícules de la saga
- Malson a Elm Street, de 1984
- A Nightmare on Elm Street 2: Freddy's Revenge, de 1985
- Malson a Elm Street 3, de 1987
- Malson a Elm Street 4, de 1988
- Malson a Elm Street 5: El nen somiador, de 1989
- Freddy's Dead: The Final Nightmare, de 1991
- El nou malson, de 1994
- Freddy vs. Jason, de 2003
- Malson a Elm Street. L'origen, de 2010